# 塞内茨國家訓練中心
塞内茨國家訓練中心是位於斯洛伐克塞内茨的足球訓練中心，由斯洛伐克足球協會運作。訓練中心設有一座能容納3,264名觀眾的多用途運動場，主要被用作足球比賽，並是ŠK塞内茨的主場。

## 國家隊比賽
塞内茨國家訓練中心曾舉行一場男子國家隊比賽。
| 2014年5月23日 熱身賽 | 斯洛伐克      | 2–0  | 蒙特內哥羅 | 斯洛伐克 塞内茨                                                          |
| 20:20                | - 45+1' - 85' | 報告 |            | 場館： 塞内茨國家訓練中心 入場人數： 2,587 ： Bartosz Frankowski（波蘭） |